# Flandersui gae
Flandersui gae és una pel·lícula sud-coreana d'humor negre del 2000 dirigida per Bong Joon-ho. És el primer llargmetratge del guionista i director.
És una pel·lícula que posa èmfasi en les relacions de companyia entre els humans i els gossos, sent una sèrie derivada en to satíric de la novel·la britànica A dog of Flanders, una novel·la que narra la relació d'un orfe i un gos que sortegen la mort, representant l'esperança.
L'actriu Bae Doo-na digué a una entrevista que la seua escena que més recorda és d'aquesta pel·lícula, quan un sensesostre la persegueix a través de l'apartament.
Els drets per al llançament als Estats Units foren comprats per Magnolia Pictures a finals de l'estiu de 2009.

## Repartiment
- Doo-na Bae com a Hyeon-nam[2]
- Sui-hee Koh
- Sung-jae Lee com a Yun-ju, un jove idealista[2]
- Hee-bong Byun
- Ho-jung Kim
- Roi-ha Kim[6]

## Rebuda
A Slant la puntuaren amb un 3,5 sobre 5 destacant que pretén satisfer el públic general alhora que mostrar un humor molt negre.
Fou guanyadora de molts premis.